# 揖屋站
揖屋站（日语：／ Iya eki */?）是位於島根縣松江市東出雲町揖屋，西日本旅客鐵道（JR西日本）的山陰本線車站。2010年6月19日公開上映的電影《一眼瞬間，再見愛》中曾於此站取景。

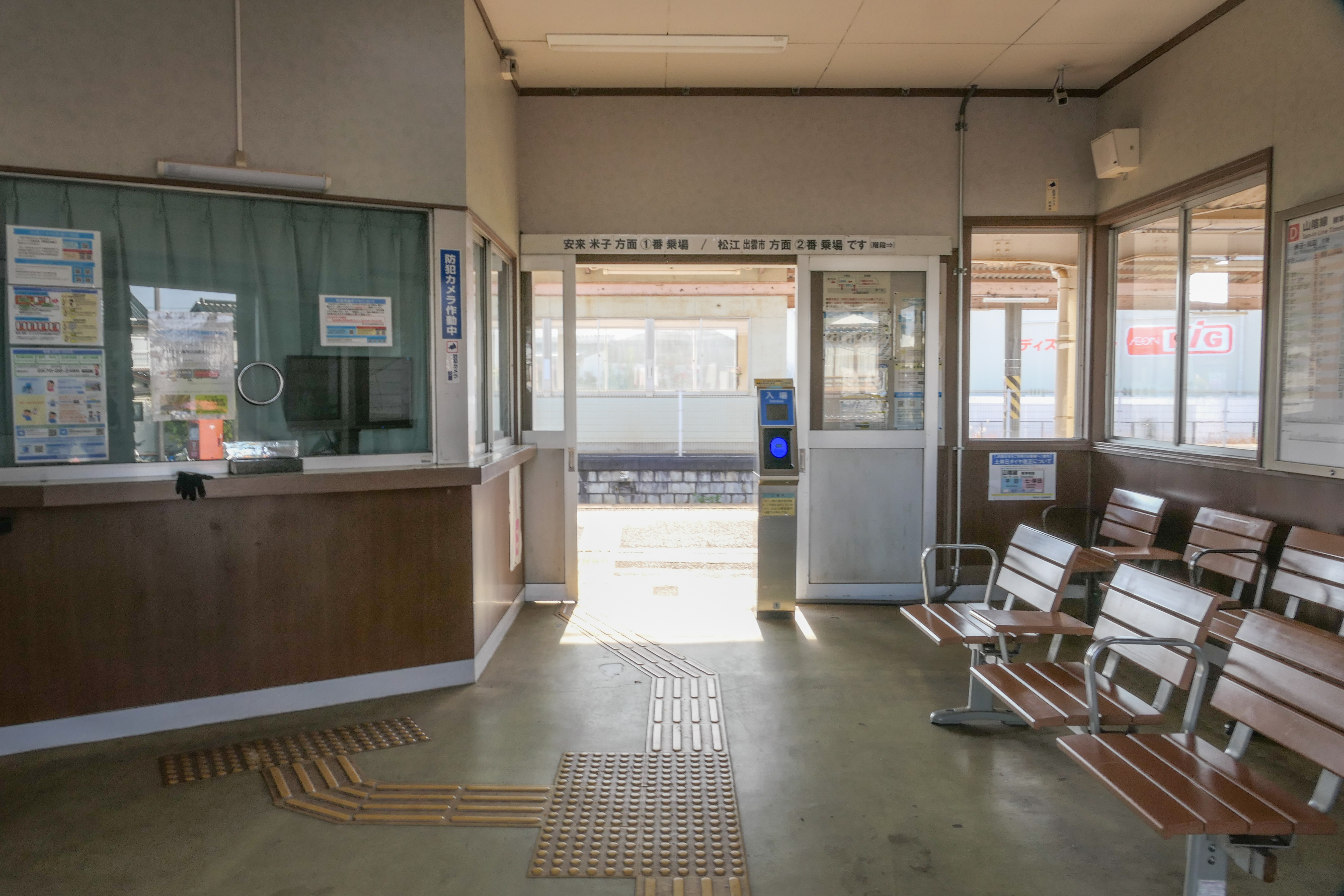
檢票口（2023年12月）

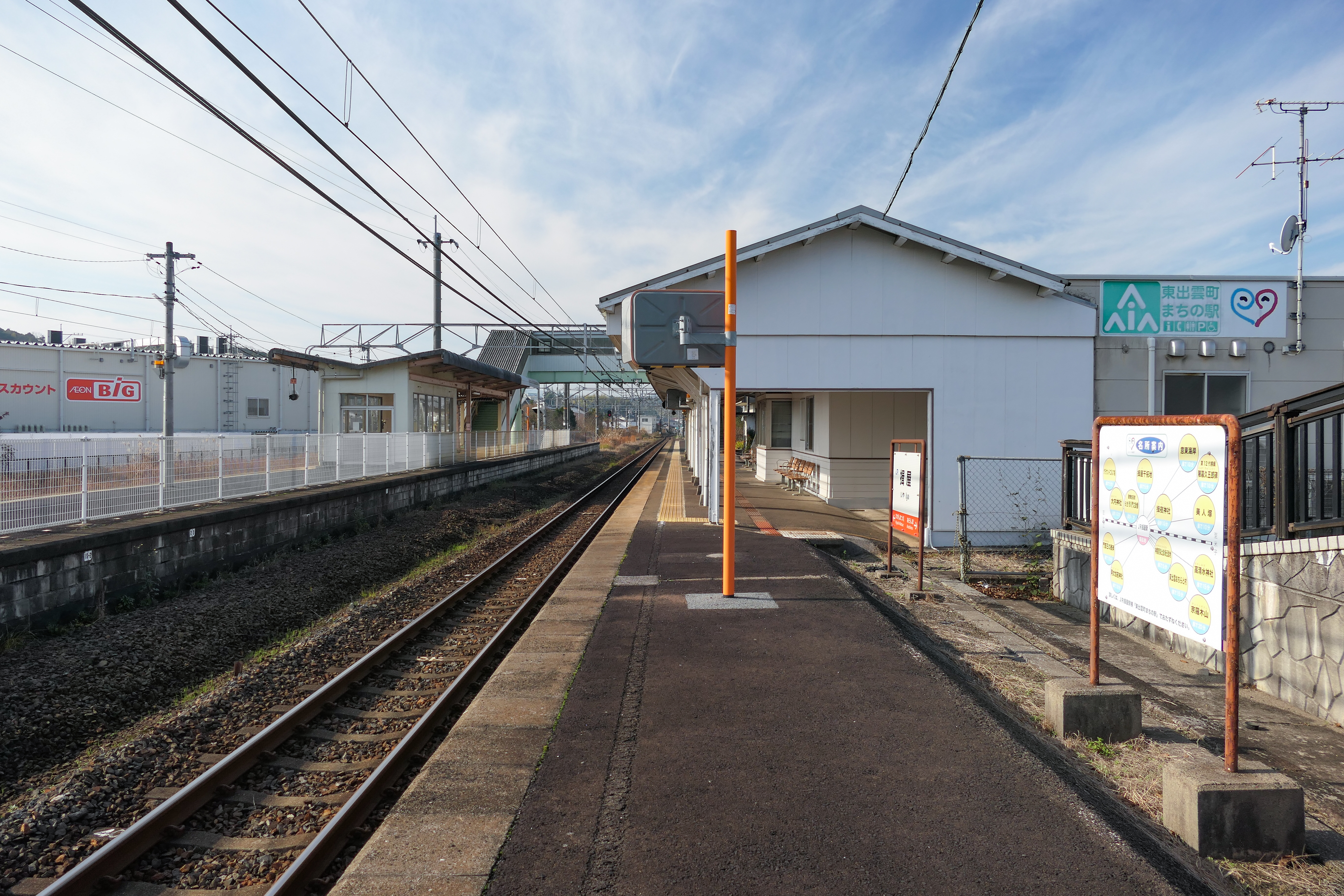
月台（2023年12月）

## 歷史
- 1908年（明治41年）11月8日 - 官設鐵道安來站至松江站之間開業，此站啟用。為旅客和貨運車站。
  - 當時車站地址為島根縣八束郡揖屋村。
- 1909年（明治42年）10月12日 - 制定路線，鐵路線名為山陰本線。
- 1935年（昭和10年）1月1日 - 隨著揖屋村實施町制，成為揖屋町，車站地址為島根縣八束郡揖屋町。
- 1954年（昭和29年）4月1日 - 隨著東出雲町成立，車站地址為島根縣八束郡東出雲町揖屋町。
- 1983年（昭和58年）12月31日 - 終止貨物起卸業務。
- 1987年（昭和62年）4月1日 - 伴隨國鐵分割民營化，車站由西日本旅客鐵道（JR西日本）營運。
- 2011年（平成23年）8月1日 - 東出雲町編入至松江市（第二次），車站地址為島根縣松江市東出雲町揖屋。
- 2016年（平成28年）12月17日 - 此站可以使用IC卡「ICOCA」[1][2]。設置IC卡專用簡易閘機。

## 車站構造
車站為一座地面車站，設有2面2線的單式月台，可進行列車交會。車站大樓位於上行月台旁，兩月台設有跨線橋連接。車站曾經設有2面3線月台，在2001年7月，隨著島根縣內山陰線高速化之際，中線（下行近車站大樓的月台）撤走。在此站往米子約2公里區間為雙線鐵路，該區間是在1982年伯耆大山站至知井宮站（現時為西出雲站）之間電氣化時，為了確保用地使建造該雙線區間。
車站是由松江站管理，並受託JR西日本米子MAINTEC進行車站業務，為業務委託車站。櫃臺設有POS終端，車站大樓內沒有自動售票機。櫃臺於早上和晚上與日間部分時段關閉。
另外，車站大樓內設置由非牟利機構營運的小町驛「東出雲小町驛女寅」。在該處設有咖啡廳、餐廳、展覽空間和1台可連接網絡的電腦。

### 月台
| 月台 | 路線     | 上下行 | 方向                 |
| ---- | -------- | ------ | -------------------- |
| 1    | 山陰本線 | 上行   | 米子、鳥取、新見方向 |
| 2    | 山陰本線 | 下行   | 松江、出雲市方向     |

## 使用狀況
以下為近年1日平均乘車人次列表：
| 乘車人次變化 | 乘車人次變化    |
| 年度         | 1日平均乘車人次 |
| ------------ | --------------- |
| 1984         | 794             |
| 1994         | 721             |
| 1999         | 672             |
| 2000         | 665             |
| 2001         | 661             |
| 2002         | 629             |
| 2003         | 615             |
| 2004         | 605             |
| 2005         | 622             |
| 2006         | 618             |
| 2007         | 653             |
| 2008         | 667             |
| 2009         | 657             |
| 2010         | 646             |
| 2011         | 648             |
| 2012         | 663             |
| 2013         | 698             |
| 2014         | 680             |
| 2015         | 704             |
| 2016         | 703             |
| 2017         | 730             |

## 車站周邊
- 松江市政廳 東出雲分所
- 三菱馬亨達農機（日语：三菱マヒンドラ農機）
- 東出雲郵局
- 山陰合同銀行
- 米子信用金庫（日语：米子信用金庫）
- 東出雲體育館
- 新鮮市場HOK（日语：フーズマーケット ホック）揖屋店
- 衛星山陰（日语：玉野競輪場）
- 松江市立東出雲中學（日语：松江市立東出雲中学校）
- 松江市立揖屋小學（日语：松江市立揖屋小学校）

## 相鄰車站
西日本旅客鐵道
山陰本線
■快速「Aqua快車」、■快速「鳥取快車」、■普通
荒島－揖屋－東松江

## 注腳
1. ↑  奧平真也. . 朝日新聞 (朝日新聞社). 2016-12-18: 晨報 島根版.
2. ↑  山陰線（出雲市～伯耆大山駅間）、伯備線（根雨駅、生山駅、新見駅）ICOCAご利用開始日・自動改札機ご利用開始日決定! （页面存档备份，存于） - 西日本旅客鐵道（2016年10月18日）
3. ↑  島根縣統計書

## 外部連結
- 揖屋｜車站資訊：JR出門網 - 西日本旅客鐵道